# 環星系

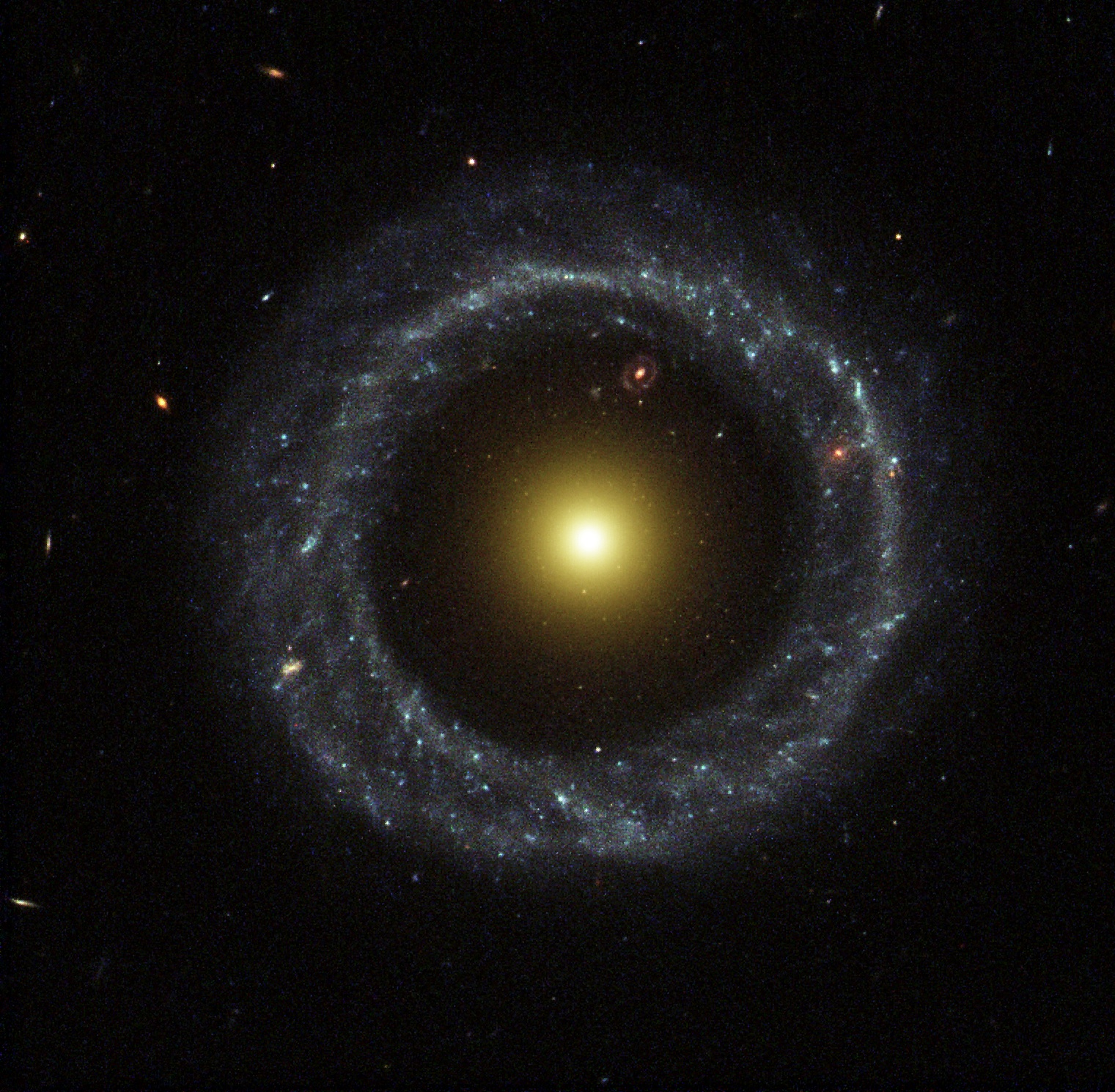
霍格的天體，環星系。

環星系是外觀上有環狀結構的星系，環中包含了質量大、相對較年輕且極端明亮的藍色恆星，中央區域則僅有少量且相对昏暗的物質。因為大部分的環星系中心都是很空洞的，因此天文學家相信環星系是較小的星系穿越大星系的中心之後形成的，而且這種碰撞很少會發生恆星之間實際的碰撞。然而，穿越過大星系時造成的引力的擾動可能導致波動促成恆星的形成。霍格的天體是阿特·霍格在1950年發現的這種星系的一個例子。

## 外部連結
- Hoag's Object （页面存档备份，存于） at Astronomy Picture of the Day.